# Hloubka půdy
Hloubka půdy je fyzikální vlastnost půdy. Měří se jako vzdálenost od povrchu po jednu ze tří hranic.
V pedologii se tak rozlišují:
- fyziologická hloubka půdy, která měří, kam až dosahují kořeny rostlin. Problémem při tomto měření je nerovnoměrné rozlišení kořenové soustavy nejenom v prostoru ale i v čase.
- genetická hloubka půdy, vymezená hranicí, po niž zasahují půdotvorné procesy. Tato hranice je ve vertikálním chápání půdního tělesa nestejná a nenabývá na jednotce plochy linii. Většinou se proto pro vymezení genetické hloubky půd udává v hloubce průměru jednotlivých hloubek při měření linií.
- totální hloubka půdy, která měří mocnost sypkého materiálu až na pevnou skálu.